# Amazona de Dufresne
L'amazona de Dufresne (Amazona dufresniana) és una espècie d'ocell de la família dels psitàcids que habita la selva humida de les muntanyes del sud-est de Veneçuela i Guaiana.